# Škoda Kamiq (Chiny)
Škoda Kamiq – samochód osobowy typu crossover klasy kompaktowej produkowany pod czeską marką Škoda od 2018 roku.

## Historia i opis modelu

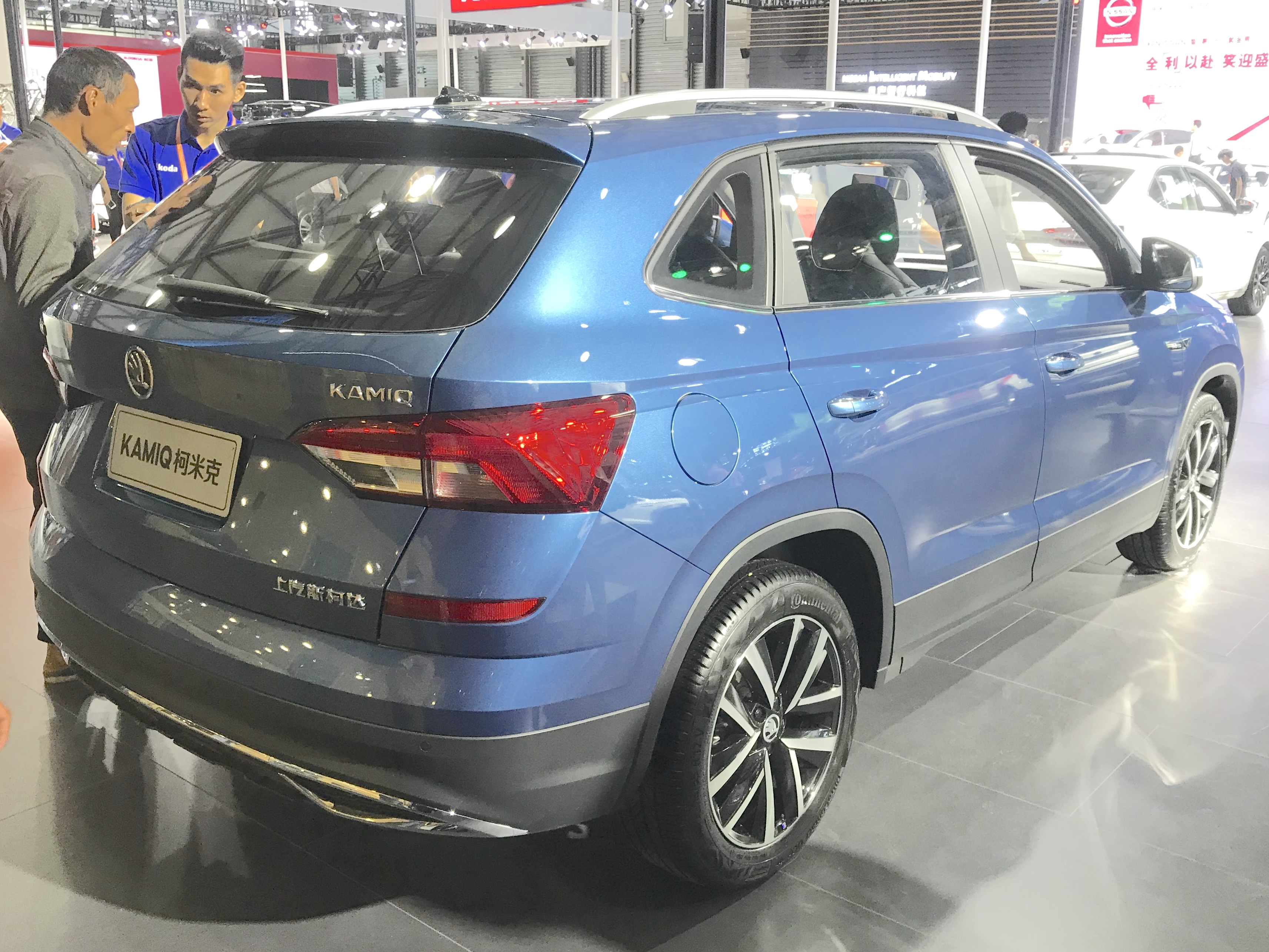
Škoda Kamiq - tył

Samochód został po raz pierwszy oficjalnie zaprezentowany podczas targów motoryzacyjnych Auto China w Pekinie w 2018 roku. Auto zostało zbudowane na bazie płyty podłogowej PQ25, która wykorzystana została do budowy m.in. Volkswagena Polo V oraz Audi A1. Pojazd reprezentuje zapoczątkowany przez większe modele marki - Karoq i Kodiaq, język stylistyczny, którego charakterystycznym elementem jest duża atrapa chłodnicy. Z uwagi na rynek przeznaczenia pojazdu, przy jego projektowaniu uwzględnione zostały specyficzne oczekiwania i preferencje chińskich klientów, stąd przednie reflektory tworzą jedną całość.
Chińska Škoda Kamiq nie ma nic wspólnego z europejskim modelem o takiej samej nazwie, który przedstawiono na początku 2019 roku podczas targów motoryzacyjnych w Genewie.